# Oscillation atlantique multidécennale
Pour les articles homonymes, voir OAM et AMO.

Oscillation entre 1856 et 2013 qui montre un cycle qui s'étend sur plusieurs décennies.

L’oscillation atlantique multidécennale ou OAM (en anglais, atlantic multidecadal oscillation ou AMO) est une variation de la température de surface de la mer qui s'étend sur plusieurs décennies, de 40 à 80 ans,, observée dans le Nord de l'Océan Atlantique en soustrayant la variation linéaire due au réchauffement climatique. Ce mode de variabilité expliquerait jusqu'à 40 % de la variance de la température de surface moyennée annuellement dans l'océan Atlantique Nord. L’indice OAM défini comme la moyenne glissante sur 10 ans de la température de surface dans l’Atlantique Nord (à partir de l’équateur) montre que cette moyenne était plus froide durant les périodes 1900-1920 et 1970-1990 et plus chaude sur la période 1940-1960.
Bien qu’il y ait un consensus général sur le rôle de la circulation méridionale de retournement de l’Atlantique (AMOC) dans cette variabilité, les mécanismes proposés sont variés. Certaines études attribuent un rôle central aux tropiques, ; d’autres soulignent l’importance de l’océan Arctique et enfin d’autres suggèrent que seuls les processus liés à l’océan Atlantique Nord sont essentiels,.
Ces basses fréquences sont associées à des changements de précipitation sur le Sahel et sur le Nord-Est du Brésil, à la fréquence et à l’intensité des ouragans en Atlantique Nord et au climat estival de l'Europe et de l'Amérique du Nord.

## Définition
L'indice de l’OAM est calculé en soustrayant de la température de surface de la mer la composante due à l'effet de l'augmentation des gaz à effet de serre sur l’atmosphère. Elle ressemble à des oscillations semblables dans les modèles numériques du climat et qui sont associées à de faibles changements de la circulation thermohaline dans l'océan Atlantique Nord. Cependant, les données historiques ne s'étendent pas sur une période suffisante pour conclure que les deux coïncident.
Le calcul de l’OAM dépend de l’hypothèse que l'effet du réchauffement climatique est généralement considérée comme étant linéaire et lisse. Cependant, si celui-ci s'éloigne de cette hypothèse et offre des variations plus aléatoires, ces dernières vont fausser les cycles de l'oscillation multidécennales.
Au-delà  de cette définition universellement admise, les organismes météorologiques utilisent d'autres approches de l'oscillation. Ainsi, la National Oceanic and Atmospheric Administration préfère parler d'un signal tropical, qui se focalise plus sur la température de surface de la mer et les schémas de la pression moyenne, et qui ne comporte aucune référence à la circulation thermohaline. Ce signal est lui-même divisé en une composante multidécennale, qui n'est autre qu'une vision particulière de l'OAM, et un signal quasi-décennal,.

## Impacts sur le climat

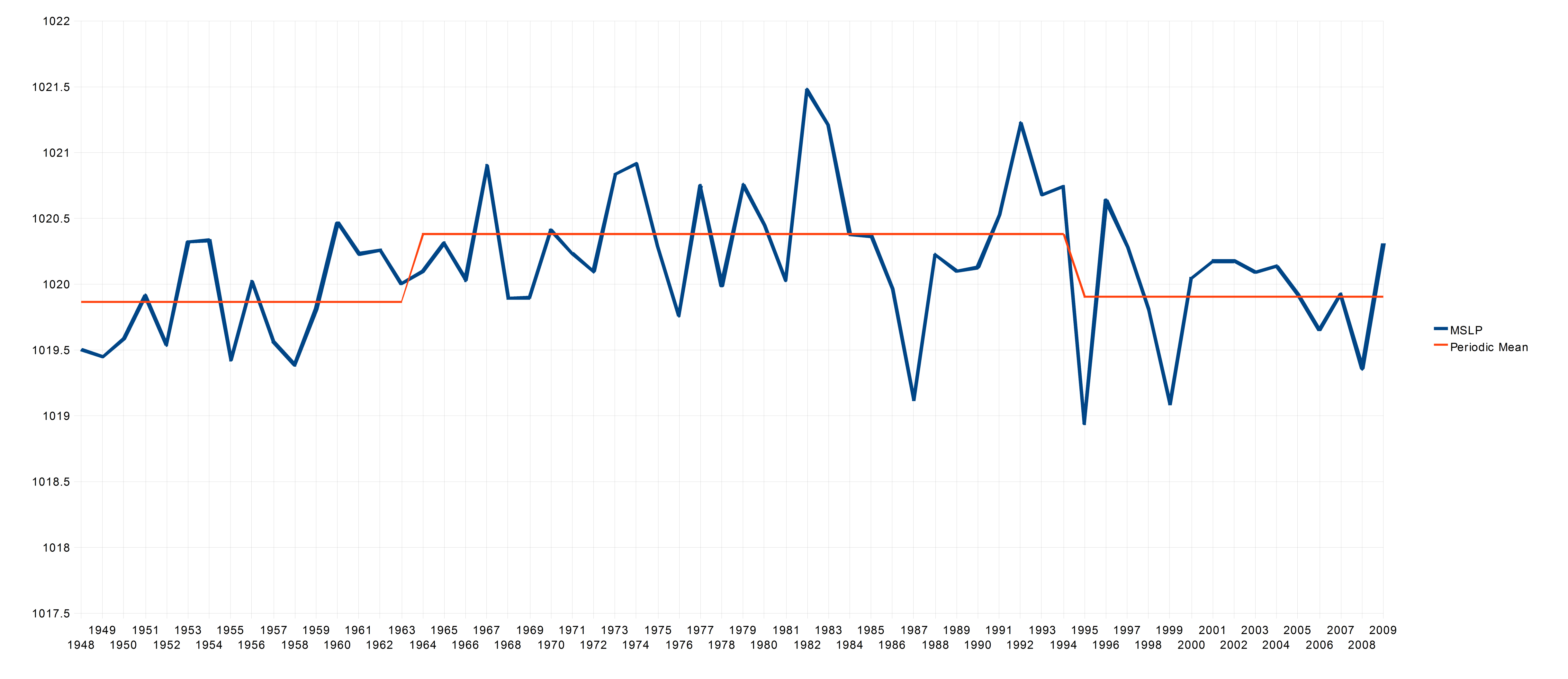
Graphique de la pression moyenne au niveau de l'anticyclone des Bermudes de 1949 à 2009

L'OAM semble reliée à la variation sur de longues périodes de la pluviosité et des températures de l'air dans l'hémisphère nord, en particulier en Europe et en Amérique du Nord. Par exemple, la période d'OAM au-dessus de la moyenne de 1925 à 1965 semblent correspondre à une fréquence accrue de sécheresses, comme le Dust Bowl des années 1930 et celles des années 1950 dans l'ouest du Canada et des États-Unis, mais à des périodes plus arrosées sur la côte nord-ouest du Pacifique et en Floride.
La hausse de la température de surface de la mer dans l'Atlantique Nord implique également une baisse de la pression moyenne dans la même région. L'air plus chaud a tendance à se dilater et la pression baisse en conséquence. Cet affaiblissement de l'anticyclone des Bermudes est mis en évidence par le graphe de droite. Il a plusieurs implications. Le gradient de pression entre l'équateur et l'anticyclone s'affaisse, donnant des alizés plus faibles. En retour, l'océan se refroidit moins. En effet, les alizés favorisant la dispersion de l'énergie par convection atmosphérique, à l'image de quelqu'un soufflant sur un plat chaud pour le refroidir. Cette oscillation s'entretient donc d'elle-même. De plus, des alizés plus faibles signifient un cisaillement de vent réduit sous les tropiques et la hausse de la température de surface des mers amène une mousson plus forte au Sahel,.

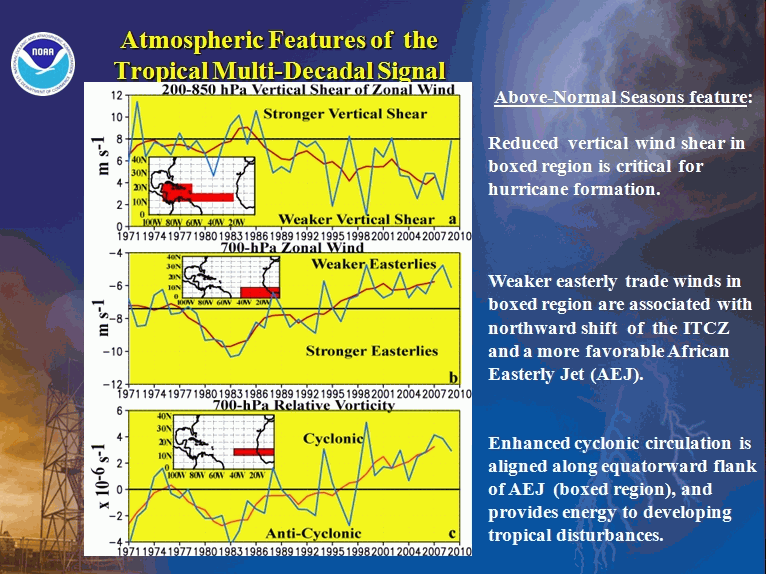
Les caractéristiques du signal tropical multidécennal défini par la NOAA, qui est lié à l'Oscillation multidécennale atlantique

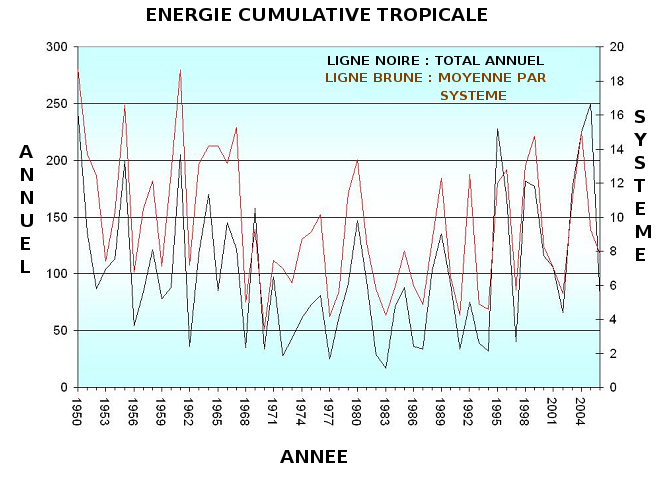
Graphique de l'intensité relative des ouragans de 1950 à 2006

L'intensité des tempêtes tropicales et des ouragans dans l'Atlantique Nord semble quant à elle faiblement reliée avec l'OAM. Durant les périodes chaudes de l'oscillation, au moins deux fois plus de tempêtes deviennent des ouragans que durant la phase froide. Le nombre de faibles systèmes en périodes froides versus forts systèmes en périodes chaudes est moins évident mais il existe définitivement une augmentation significatives des ouragans majeurs durant les périodes chaudes.
Par exemple, la période chaude depuis 1995 voit beaucoup plus d'ouragans de catégorie 3, et plus, par rapport à la période froide des années 1970 et 1980. Cette relation s'explique par la variation des paramètres de l'atmosphère qui se font tous dans un sens favorable à la cyclogénèse tropicale avec une Oscillation positive. La pression au niveau de la mer favorise l'activité convective, le renforcement de la mousson du Sahel et la hausse de l'instabilité du courant-jet africain d'Est favorise la formation de précurseurs solidement organisé, et la baisse du cisaillement de vent permet la structuration et le développement des cyclones tropicaux.

## Paléoclimats
Une étude publiée en 2021 a conclu que les oscillations atlantiques multidécennales qui se sont déroulées durant toute la dernière glaciation expliquent l'existence d'une variabilité intermédiaire (cycles climatiques multidécennaux de 20 à 150 ans) récemment documentée en Europe centrale pour cette même période à partir de l'étude des sédiments qui se sont accumulés lors des 60 000 dernières années au fond de lacs profonds de plus de 20 mètres situés dans l'Eifel volcanique en Allemagne. Là, cette variabilité multidécennale était plus importante lors de chaque période interstadale chaude, et moindre lors de chaque période plus froide (sans doute à la suite de changements de circulation atmosphérique associés à l'affaiblissement de la circulation méridienne de retournement de l'Atlantique et à l'expansion de la couverture de glace de mer de l'Atlantique Nord durant ces périodes plus froides).

## Projections
Les projections de l'OAM étendent la phase chaude commencée en 1995 jusqu'au moins 2015 et possiblement jusqu'en 2035. Cependant, la compréhension actuelle du phénomène ne peut que donner des probabilités de sa durée ce qui est quand même utile à des fins de planification.